# 西藏牻牛儿苗
西藏牻牛儿苗（学名：Erodium tibetanum），为牻牛儿苗科牻牛儿苗属下的一个植物种。